# Takashi Ishii (réalisateur)
Pour les articles homonymes, voir Takashi Ishii.
Takashi Ishii (石井隆, Ishii Takashi) est un mangaka, réalisateur et scénariste né le 11 juillet 1946 à Sendai dans la préfecture de Miyagi, au Japon et mort le 22 mai 2022.
Il a mis en scène et scénarisé plusieurs films roses issues de ses mangas des années 1970. Sa plus importante réalisation est le film noir nihiliste Gonin avec l'acteur Takeshi Kitano en 1995. Il a beaucoup scénarisé pour Toshiharu Ikeda, notamment le slasher nippon Evil Dead Trap.

## Biographie
Takeshi Ishii naît le 11 juillet 1946 à Sendai dans la préfecture de Miyagi, au Japon.
Il étudie[Quand ?] à l'université Waseda où il fait partie du club cinéma.
Dans les années 1970, Ishii est un dessinateur de manga pour adultes controversé. Ces gekiga sexuels n'ont pas été reconnu par la critique et souvent décrié pour la violence de ses scènes pornographiques de viols. Malgré tout, l'auteur a su retranscrire la passion, la folie et le désespoir des protagonistes dans une recherche de l'expression des émotions humaines. D'autre part, l'auteur a montré une certaine qualité artistique à travers des dessins réalistes ainsi que ses angles de vues proche du travail cinématographique. Ces œuvres conservent toutes le même personnage féminin tourmenté, Nami Tsuchiya que la mort libère des affres du viol.
Par la suite, l'auteur adapte ses scénarios en films érotiques.

## Filmographie partielle

### Comme réalisateur
- 1988 : Rouge vertige (天使のはらわた 赤い眩暈, Tenshi no harawata: Akaï memaï?)[7]
- 1991 : Moonlight Orchid (Gekka no ran) : Film destiné au marché de la Vidéo
- 1992 : Original Sin (死んでもいい, Shinde mo ii?) : meilleur réalisateur au Festival international du film de Thessalonique 1992
- 1993 : A Night in Nude (Nudo no yoru)
- 1994 : Angel Guts: Red Flash (Tenshi no harawata: Akaï senkō) : Film destiné au marché de la Vidéo
- 1994 : Yoru ga mata kuru (夜がまた来る?)
- 1995 : Gonin (ゴニン?)
- 1996 : Gonin 2
- 1997 : Black Angel (黒の天使 Vol.1, Kuro no tenshi Vol. 1?)
- 1999 : Black Angel Vol. 2 (黒の天使 Vol.2, Kuro no tenshi Vol. 2?)
- 2000 : Freeze Me
- 2002 : Tokyo G.P.
- 2004 : Flower and Snake (花と蛇, Hana to hebi?)
- 2005 : Flower and Snake 2 (Hana to hebi 2: Pari/Shizuko)
- 2005 : Hana to hebi 2: Pari/Shizuko: Kimbakuyûgi : Journal de Tournage de Flower and Snake 2
- 2007 : The Brutal Hopelessness of Love (Hito ga hito o ai suru koto no dōshiyō mo nasa)
- 2010 : A Night in Nude 2: Salvation (Nude no yoru: Ai wa oshiminaku ubau)
- 2013 : Hello, my Dolly Girlfriend (Figure na anata)
- 2013 : Sweet Whip (Amai muchi)
- 2015 : Gonin Saga (GONIN サーガ?)

### Comme scénariste
- 1978 : Angel Guts: High-School Co-Ed (Jokoseï: Tenshi no Harawata) de Chūsei Sone : réécrit par Toshiharu Ikeda
- 1979 : Angel Guts: Red Classroom (Tenshi no Harawata: Akaï Kyôshitsu) de Chūsei Sone
- 1979 : Angel Guts: Nami (Tenshi no harawata: Nami) de Noboru Tanaka
- 1981 : Angel Guts: Red Porno (Tenshi no harawata: Akaï Inga) de Toshiharu Ikeda
- 1982 : The Girl and the Wooden Horse Torture (Dan Oniroku Shôjo Mokuba-zeme) de Fumihiko Kato
- 1983 : Saya: Perspective in Love  (Saya no iru Toshizu) de Seïji Izumi : Ne sortira en salles qu'en 1986
- 1984 : Rope Sisters: Strange Fruit (Nawa Shimai: Kimyona Kajitsu) de Shun Nakahara
- 1984 : Rouge de Hiroyuki Nasu
- 1985 : Love Hotel (ラブホテル, Rabu hoteru?) de Shinji Sōmai
- 1985 : Muhan de Naosuke Kurosawa
- 1985 : Scent of a Spell (Masho no Kaori) de Toshiharu Ikeda
- 1986 : Nightchecking (Yoru ni Hoho Yose) de Toshiharu Ikeda : Film destiné à la Télévision
- 1986 : Red Rope (Akaï Nawa: Hateru made) de Jun'ichi Suzuki
- 1987 : Evil Dead Trap (Shiryo no Wana) de Toshiharu Ikeda
- 1991 : Gad'damn !! de Futoshi Kamino : Film destiné au marché de la Vidéo
- 1993 : Evil Dead Trap 3: Broken Love Killer (Chigireta Aï no Satsujin) de Toshiharu Ikeda
- 1993 : New Kwaïdan: The Flying Head (Kaidan II: Rokuro-Kubi) de Mitsuhiko Kuze : Film destiné à la Télévision

## Publications

### Manga
- 1975 :
  - Inka Jigoku (淫花地獄?) sous le pseudonyme d'Eïji Deki ; 1 volume publié chez Awaji Shobou[BU 1].
- 1977 :
  - Nami (名美?) ; 1 volume publié chez Rippu Shobou[BU 2].
- 1978 :
  - Akai Kyôshitsu (赤い教室?) ; 1 volume publié chez Rippu Shobou[BU 3].
  - Tenshi no Harawata (天使のはらわた?), pré publié dans Young King (en) (ヤングキング?) ; 3 volumes publiés chez Shonen Gahosha[BU 4].
- 1979 :
  - Yokosuka Rock (横須賀ロック?) ; 1 volume publié chez Rippu Shobou[BU 5].
- 1980 :
  - Illumination (イルミネーション?) ; 1 volume publié chez Rippu Shobou[BU 6].
- 1982 :
  - Onna no Machi (おんなの街?) ; 1 volumes publiés chez Shonen Gahosha[BU 7].
  - Python 357 (パイソン357?) ; 1 volume publié chez Rippu Shobou[BU 8].
  - Kuro no Tenshi (黒の天使?), pré-publié dans Young King ; 3 volumes publiés chez Shonen Gahosha[BU 9].
  - Shōjo Nami (少女名美?) ; 1 volume publié chez Futabasha[BU 10].
- 1984 :
  - Zōge no Akuma (象牙の悪魔?), pré-publié dans Kindai Mahjong ; 1 volume publié chez Takeshobo[BU 11].
- 1987 :
  - Ai no Yukue (愛の行方?) ; 1 volume publié chez Nihon Bungeisha[BU 12].
  - Last Waltz (ラストワルツ, Rasuto Warutsu?) ; 1 volume publié chez Nihon Bungeisha[BU 13].
  - Yoru ni Hoho Yose (夜に頬よせ?) ; 1 volume publié chez Nihon Bungeisha[BU 14].
- 1988 :
  - Akai Memai (赤い眩暈?) ; 1 volume publié chez Nihon Bungeisha[BU 15].
- 1989 :
  - Ame Monogatari (雨物語?) ; 1 volume publié chez Nihon Bungeisha[BU 16].
  - Tsuki Monogatari (月物語?) ; 1 volume publié chez Nihon Bungeisha[BU 17].
- 1990 :
  - Maraque (魔樂, Maraku?) ; 1 volume publié[BU 18].
  - Akai Tōriame (赤い通り雨?) ; 1 volume publié chez Takeshobo[BU 19].
  - Akai Yoru (赤い夜?) ; 1 volume publié chez Shonen Gahosha[BU 20].
- 1991 :
  - Amai Yoru (甘い夜?) ; 1 volume publié chez Daitosha[BU 21].
  - Yoru yo Furuete (夜よふるえて?) ; 1 volume publié chez Daitosha[BU 22].
- 1993 :
  - Nami Returns (名美Returns?) ; 1 volume publié chez Wides Shuppan[BU 23].
- 1994 :
  - 20 Seiki Densetsu (20世紀伝説?) avec Akio Tanaka (dessin), pré publié dans le magazine Manga Action ; 2 volumes publiés chez Futabasha[BU 24].
- 1995 :
  - Hito ga Hito wo ai Suru Koto no Doushiomonasa (人が人を愛する事のどうしようもなさ?) avec Akio Tanaka (dessin), pré publié dans le magazine Manga Action ; 1 volume publié chez Futabasha[BU 25].
- 1998 :
  - Manjushaka (曼珠沙華?) ; 1 volume publié chez Mandarake[BU 26].
- 2000 :
  - Cantarella no Kushige (カンタレッラの匣, Kantarerra no kushige?) ; 1 volume publié chez ROCKIN'ON[BU 27].
- 2001 :
  - Nami in Blue (名美・イン・ブルー, Nami in burū?) ; 1 volume publié chez ROCKIN'ON[BU 28].
- 2013 :
  - Pocket Monsters XY - Pokemon Ryuuouden (ポケットモンスターX・Y ポケモン竜王伝?), prépublié dans le magazine Corocoro Comic ; 1 volume publié chez Shogakukan[BU 29].

### Recueil
- 1985 : Ishii Takashi Jisen Gekiga-shū (石井隆自選劇画集?) ; 1 volume publié chez Soujusha[BU 30].

### Autre
- 1973 : Shinibasho (The Place of Death) ; édition limitée à 200 exemplaires
- 1980 : Dark Film - Nami o sagashite (Looking for Nami - A Film Noir) ; Roman-Photo
- 1983 : Samishigena onnatachi (Loneliness Women)